# Yearlings

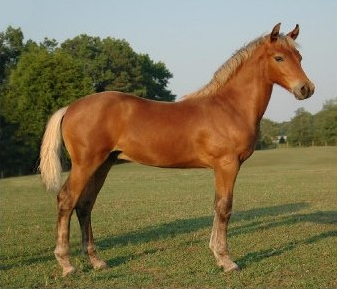
Un caballo Morgan de un año.

En inglés se llaman yearlings a los caballos que tienen entre 1 y 2 años de edad. Al final de esta edad caballos de raza Purasangre inglés se comienza su doma para, aproximadamente seis meses después, comenzar a competir en carreras.
A esta edad, es a la que normalmente las yeguadas venden sus productos a las cuadras de carreras.
El récord de precio en España por un yearling, es de 62.000 € en septiembre de 2007, obtenido por un hijo macho de Celtic Swing.
Mundialmente, el récord de precio por un yearling, se realizó en 1985, en las subastas de Keeneland (Kentucky), cuando la British Bloodstock Agency, pagaba 13.100.000 dólares por Seattle Dancer, un macho hijo de Nizhinski.
En 2006, éste récord estuvo a punto de ser batido, cuando John Ferguson, agente de la escudería Godolphin (perteneciente al Sheikh Mohammed Al Maktoum, príncipe coronado y gobernador de Dubái), se adjudicó por 11.700.000 dólares a Meydan City, hijo macho  de Kingmambo, durante la selecta subasta de Keeneland.
- Datos: Q2920990